# Francis Schuckardt
Francis Konrad Schuckardt (Seattle, 10 luglio 1937 – Redmond, 5 novembre 2006) è stato un vescovo statunitense di posizione sedevacantista, autoproclamatosi papa Adriano VII.
Fondò la Congregazione di Maria Regina Immacolata (CMRI) e la Tridentine Latin Rite Catholic Church (TLRCC).

## Biografia

### Primi anni
Francis Konrad Schuckardt nacque a Seattle, nello stato di Washington, il 10 luglio 1937 da Frank e Gertrude Schuckardt. Si diplomò nell'O'Dea High School nel 1954 e conseguì una laurea in scienze dell'educazione e lingue presso l'Università di Seattle nel 1959. Nel 1958 si unì all'Armata Blu di Nostra Signora di Fatima, gruppo mariano devoto alla Madonna di Fátima, divenendone un importante amministratore.

### Concilio Vaticano II e scisma
Nel 1967, Schuckardt rigettò pubblicamente le decisioni del Concilio Vaticano II e venne rimosso dalle sue cariche presso l'Armata Blu. Un anno più tardi, con l'autorizzazione del Vescovo di Boise City Sylvester William Treinen, Schuckardt costituì un nuovo gruppo di devozione mariana, chiamato Crociata di Fatima. Con l'attuazione del decreto Sacrosanctum Concilium da parte di Papa Paolo VI e la promulgazione del nuovo messale romano, Schuckardt ed i suoi seguaci giunsero alla conclusione che il Pontefice e la Curia romana erano caduti in eresia e che, pertanto, la Santa Sede era divenuta vacante; rigettarono inoltre come invalidi i sacramenti amministrati tramite il nuovo messale di Papa Montini.
Nel 1971, Schuckardt fu illecitamente ordinato al sacerdozio e consacrato all'episcopato da Daniel Quilter Brown, vescovo della Chiesa vetero cattolica romana, in un motel di Chicago alla presenza di 40 testimoni. Brown faceva risalire la sua successione apostolica ad Arnold Mathew, vescovo vetero-cattolico espulso dall'Unione di Utrecht nel 1910 per ripetuti atti di disobbedienza e scomunicato da Papa Pio X nel 1911, rendendo quindi di dubbia validità i sacramenti amministrati da Schuckardt; con l'illecita consacrazione, inoltre, Schuckardt e Brown vennero automaticamente scomunicati latae sententiae dalla Santa Sede.
Assunto il nome di Chiesa di Rito Latino Tridentino, Schuckardt ed i suoi seguaci acquistarono l'ex seminario di Mount Saint Michael a Spokane, dove stabilirono la sede del loro gruppo, il quale negli anni cambiò più volte nome, prima in Oblati di Maria Immacolata Regina dell'Universo e poi in Crociati di Fatima.
Nel 1984 si autoproclamò papa e prese il nome di Adriano VII.

### Scandali ed espulsione
Nel 1984 don Denis Chicoine, uno dei presbiteri ordinati da Schuckardt, lo accusò pubblicamente di abusi sessuali ai danni di quattro seminaristi, possesso di sostanze stupefacenti e malversazione: Schuckardt venne espulso dai Crociati di Fatima e lasciò Spokane insieme a un centinaio di seguaci, trasferendosi a Greenville, in California.
A Greenville Schuckardt fondò un nuovo gruppo chiamato Chiesa Cattolica di Rito Latino Tradizionale, che degenerò ben presto in una setta personalista incentrata sulla sua figura. Fu successivamente colpito da nuovi scandali.

### Ultimi anni e morte
Schuckardt passò gli ultimi anni della sua vita semi-recluso a Greenville, circondato dai suoi sostenitori. Morì il 5 novembre 2006 a Seattle. Nel maggio dello stesso anno aveva illecitamente consacrato all'episcopato Andrew Jacobs e Joseph Belzak.

## Genealogia episcopale
La genealogia episcopale, di dubbia validità da Mathew in poi, è la seguente:
- Cardinale Scipione Rebiba
- Cardinale Giulio Antonio Santori
- Cardinale Girolamo Bernerio, O.P.
- Arcivescovo Galeazzo Sanvitale
- Cardinale Ludovico Ludovisi
- Cardinale Luigi Caetani
- Vescovo Giovanni Battista Scanaroli
- Cardinale Antonio Barberini iuniore
- Arcivescovo Charles-Maurice le Tellier
- Vescovo Jacques Bénigne Bossuet
- Vescovo Jacques de Goyon de Matignon
- Vescovo Dominique Marie Varlet

- Arcivescovo Petrus Johannes Meindaerts
- Vescovo Johannes van Stiphout
- Arcivescovo Walter van Nieuwenhuisen
- Vescovo Adrian Jan Broekman
- Arcivescovo Jan van Rhijn
- Vescovo Gisbert van Jong
- Arcivescovo Willibrord van Os
- Vescovo Jan Bon
- Arcivescovo Johannes van Santen

- Arcivescovo Hermann Heykamp
- Vescovo Casparus Johannes van Rinkel
- Arcivescovo Gerardus Gul

- Vescovo Arnold Harris Mathew[6]
- Vescovo Rudolph de Landas Berghes
- Vescovo Carmel Henry Carfora
- Vescovo Hubert Augustus Rogers
- Vescovo Daniel Quilter Brown
- Vescovo Francis Konrad Schuckardt

La successione apostolica, di dubbia validità e senza il permesso della Santa Sede, è la seguente:
- Vescovo Andrew Jacobs, consacrato il 19 maggio 2006;
- Vescovo Joseph Belzak, consacrato il 19 maggio 2006.